# Just Dance Now
Just Dance Now è un videogioco sviluppato e pubblicato dalla Ubisoft che rappresenta una edizione speciale della serie Just Dance. 
Il gioco ha come scopo l'obiettivo di far danzare i giocatori, che possono imitare un ballerino virtuale presente su uno schermo: sulla base della prestazione fornita, il giocatore riceverà un certo numero di punti.
La particolarità fondamentale tra questo e gli altri titoli della stessa serie risiede nella diversa piattaforma per la quale è possibile utilizzarlo: non tramite console per videogiochi, bensì attraverso uno smartphone con sistema operativo iOS oppure Android.
Just Dance Now fu ufficialmente annunciato all'Electronic Entertainment Expo 2014 il 9 giugno 2014 assieme alla contemporanea versione per console Just Dance 2015.